# Oxalis sandemanii
Oxalis sandemanii är en harsyreväxtart som beskrevs av A. Lourteig. Oxalis sandemanii ingår i släktet oxalisar, och familjen harsyreväxter. Inga underarter finns listade i Catalogue of Life.